# Stans (Szwajcaria)
Stans − miejscowość i gmina w środkowej Szwajcarii, siedziba administracyjna kantonu Nidwalden.

## Demografia
W Stans mieszka 8 137 osób. W 2021 roku 14,9% populacji gminy stanowiły osoby urodzone poza Szwajcarią. 

## Transport
Przez teren gminy przebiegają autostrada A2 oraz drogi główne nr 374 i nr 377. 
W latach 1893–1903 w mieście działała linia tramwajowa.
Na terenie gminy leży część portu lotniczego Buochs, reszta natomiast leży w gminach Buochs oraz Ennetbürgen.

## Zabytki
- kościół katolicki św. Piotra i Pawła (St. Peter und Paul) z XVII w.
- kaplica (Beinhauskapelle)
- ratusz z XVIII w.
- domy z XVIII w.